# From Here to Eternity (песня)
From Here to Eternity (с англ. — «Отныне и во веки веков») — двадцать третий сингл британской хеви-метал-группы Iron Maiden.

## From Here to Eternity
Сингл был записан в ходе записи альбома Fear of the Dark в 1992 году и является вторым синглом, выпущенным в поддержку альбома. Сингл реализовывался на нескольких носителях: CD-сингл, 7 и 12-дюймовых виниловых дисках с различным содержанием.
Песня входит в состав продолжающейся с начала существования группы так называемой «саги о проститутке Шарлотте». Первой песней саги, вышедшей на дебютном альбоме, являлась одноимённая песня Charlotte The Harlot (она имеет и исторические корни; песня с таким названием была популярна среди ковбоев в конце XIX века: «Проститутка Шарлотта, девочка которую мы любим, гордость прерий, ковбойская шлюха»). Второй песней саги была 22 Acacia Avenue (англ. Авеню Акаций, 22) с альбома The Number of the Beast. Третьей песней стала Hooks in You (с англ. — «Крючки в тебе») с альбома No Prayer for the Dying, но её нахождение в составе саги является предметом спора среди поклонников группы. From Here to Eternity стала четвёртой песней группы, повествующей о поездке Шарлотты с дьяволом на его мотоцикле и последующей гибели Шарлотты.
Несмотря на то, что автором песни официально значится Стив Харрис, большой вклад в песню внёс Дэйв Мюррей, и она является одной из немногих песен гитариста в творчестве группы. По словам Харриса:
На самом деле это песня Дэйва. Я бы гордился говорить что это только я написал её. Мне нравится играть её вживую, потому что она отличается от той, которую я бы написал. 
Оригинальный текст (англ.)This is really Dave's song. I would have been proud to say that I'd written it. I like playing it live because it was something different than I would write.
На песню снят клип, представляющий собой видеоряд выступления группы на скале посреди ада и поездки дьявола на мотоцикле вместе с Шарлоттой.

## Сторона B сингла
В зависимости от релиза, на стороне «B» сингла находились разные песни. На семидюймовом виниле, где песни были записаны на одной стороне, а на другой был рисунок, на стороне «B» находилась кавер-версия песни Чака Берри Roll Over Beethoven (с англ. — «Давай-ка, Бетховен»), в начале и конце которой записан разговор со Стивом Харрисом давнего друга и фаната группы Вика Велья. На стороне «B» разрисованного семидюймового сингла находилась кавер-версия песни I Can't See My Feelings (с англ. — «Я не вижу своих чувств») группы Budgie
На двенадцатидюймовом макси-сингле с вкладышем на стороне «B» наряду с обработкой Roll Over Beethoven находится концертная версия песни No Prayer for the Dying, записанная на Уэмбли 17 декабря 1990 года.
Наконец CD-сингл содержал ещё одну песню с концерта на Уэмбли Public Enema Number One (англ. Клизма обществу № 1)

## Конверт
Конверт сингла стал первым конвертом сингла, который не иллюстрировал художник Дерек Риггс, и первым со времён сингла Running Free на котором не было Эдди. Сингл вышел с тремя разными обложками: на обложке семидюймового сингла был кадр из клипа, на двенадцатидюймовом сингле была сцена на тему клипа, на семидюймовом раазрисованном диске изображён дьявол. 

## Список композиций
- 7“ сингл

1. From Here to Eternity — 3:37 (Харрис)
2. Roll Over Vic Vella — 4:48 (Берри)

- 7“ picture-сингл

1. From Here to Eternity — 3:37 (Харрис)
2. I Can't See My Feelings — 3:50 (Budgie)

- 12“ макси-сингл

1. From Here to Eternity — 3:37 (Харрис)
2. Roll Over Vic Vella — 4:48 (Берри)
3. No Prayer for the Dying (live) – 4:24(Харрис)

- CD-сингл

1. From Here to Eternity — 3:37 (Харрис)
2. Roll Over Vic Vella — 4:48 (Берри)
3. Public Enema Number One — 3:57 (Дикинсон, Мюррей)
4. No Prayer for the Dying (live) — 4:24(Харрис)

## Участники
- Брюс Дикинсон — вокал
- Стив Харрис — бас
- Яник Герс — гитара
- Дейв Мюррей — гитара
- Нико МакБрэйн — ударные

## Персонал
- Мартин Бёрч — продюсер, звукооператор, микширование

## Чарты
| Чарт (1992)         | Позиция |
| ------------------- | ------- |
| Irish Singles Chart | 27      |
| UK Singles Chart    | 21      |